# 加藤繁
加藤 繁（かとう しげる/しげし、1880年9月3日 - 1946年3月7日）は、明治から昭和前期にかけての東洋史学者。

## 経歴
出生から修学期
1880年、島根県松江にて、旧松江藩士内田家の4男として生まれた。1歳のとき、同じ元松江藩士の加藤家の養子となった。松江中学時代に三宅雪嶺の支那（中国）研究論に惹かれて東洋史を志した。国民英学会を経て、22歳で東京帝国大学史学科支那史学科選科に入学。在学中に起こった日露戦争に伴う召集による休学を挟み、1906年に25歳で卒業した。この間に内田銀蔵の日本土地経済史の研究と師である白鳥庫吉の影響を受けて、当時日本ではほとんど研究されていなかった中国経済史研究をテーマに定めた。
中国経済史研究者として
1907年に臨時台湾旧慣調査会の事務嘱託となり、1915年まで8年間勤務。京都に居住し、織田萬・狩野直喜の指導の下で土地制度・産業・法制に関する調査であったり、浅井虎夫と共に『清国行政法』の改訂作業に参加した。
その後、慶應義塾大学教授となった。1925年、学位論文『唐宋時代に於ける金銀の研究：但し其の貨幣的機能を中心として』を東京帝国大学に提出して文学博士号を取得した。1925年に東京帝国大学講師となり、助教授を経て、1936年に56歳で教授となった。1941年に東京帝国大学を定年退官。
退任後も著作活動を行ったが、太平洋戦争敗戦から半年後の1946年3月に疎開先の静岡県で死去した。墓所は多磨霊園にある。故郷の松江市真光寺に旧墓地があり、分骨されている。家紋は蛇の目紋。
絵画評論や俳句にも才能を発揮し、没後の1962年に「句集」も刊行されている。

## 受賞・栄典
- 1927年5月20日：「唐宋時代における金銀の研究」に対して学士院恩賜賞を授与[6]。

## 研究内容・業績
研究開始当初は中国における土地制度史の研究を行っていたが、後に財政史、さらに商業史に主な研究対象を移していった。
『唐宋時代に於ける金銀の研究』日本の中国経済史・社会史研究興隆の端緒
1925年から翌年にかけて刊行された『唐宋時代に於ける金銀の研究』(全2巻)は、唐宋の金融・商業制度について多角的に研究したもので当時としては画期的であった。1925年に文学博士号を請求した著作であり、また学界でも1927年に学士院恩賜賞が授与されたように評価された。当時まだ講師であったが、東京帝国大学の東洋史における中心人物の1人とみなされるようになり、加藤をきっかけとして日本の中国経済史・社会史研究が本格化することになった。
研究は、資料や統計に基づいた「考證」を重視して緻密かつ着実な論証を重視した。その成果は1944年に出された『支那経済史概説』や没後の1952年から翌年にかけ出された『支那経済史考證』全2巻などに集約されている。
食貨志翻訳
『史記』をはじめ、歴代中国正史の食貨志の翻訳も行っている（岩波文庫に、『史記平準書　漢書食貨志』と『旧唐書食貨志　旧五代史食貨志』の2点がある）。
その一方で、万世一系の日本と易姓革命の中国の比較から、日本を「忠誠」の文化、中国を「革命」の文化と位置づけた。1922年に吉野作造との共著で『支那革命史』、戦時中の1943年には『絶対の忠誠』を著している。

## 家族・親族
- 長兄：内田実は歌川広重の収集・研究で知られる実業家。

## 著書

### 単著
- 『支那古田制の研究』京都法学会(法律学経済学研究叢書) 1916
- 『唐宋時代に於ける金銀の研究』東洋文庫(東洋文庫論叢) 1925-1926
- 『絶対の忠誠』丁字屋書店(日本学芸叢書) 1943
- 『支那経済史概説』弘文堂書房 1944
- 『支那学雑草』生活社 1944
- 『始皇帝 其他』生活社(日本叢書) 1946
- 『中国経済史の開拓』榎一雄編, 桜菊書院 1948
- 『支那経済史考証』東洋文庫(東洋文庫論叢) 1952-53

### 共著
- 『支那革命史』吉野作造共著. 内外出版, 1922

### 翻訳
- 『資治通鑑』(続国訳漢文大成 経子史部 18) 公田連太郎共訳 国民文庫刊行会 1930
- 『綜合経済史』ノーマン・グラス（英語版）著,大鐙閣 1930
- 『史記列伝』(全3冊) 司馬遷著, 公田連太郎共訳註, 富山房 1935-37
- 『史記平準書・漢書食貨志』司馬遷著, 訳注, 岩波文庫 1942
- 『旧唐書食貨志・旧五代史食貨志』訳註, 岩波文庫 1948

### 記念論文集
- 『東洋史集説 加藤博士還暦記念』富山房, 1941

### 回想
- 『東方学回想 Ⅳ 先学を語る〈3〉』（刀水書房、2000年）、関係者の座談会での回想を収録